# Ermes Muccinelli
Ermes Muccinelli (Lugo, 28 de juliol de 1927 - Savona, 4 de novembre de 1994) fou un futbolista italià de la dècada de 1950.

## Trajectòria
Pel que fa a clubs, jugà a la Juventus FC (1946-1957 i 1959) i a la SS Lazio (1957-1958), guanyant dos Scudettos (1950, 1952) i unae Coppa Italia (1958). Jugà 15 partits amb Itàlia, on marcà 4 gols, entre els anys 1950 i 1957. Participà a dos Mundials, les edicions de 1950 i 1954.